# ستيفان دوريتش
ستيفان دوريتش هو لاعب كرة قدم صربي في مركز الهجوم، ولد في 22 مايو 1995 في أوزيتشى في صربيا. لعب مع نادي سبارتاك ترنافا.

## وصلات خارجية
- ستيفان دوريتش على موقع قاعدة بيانات كرة القدم.إي يو (الإنجليزية)
- ستيفان دوريتش على موقع Soccerway.com (الإنجليزية)
- ستيفان دوريتش على موقع عالم كرة القدم.نت (الإنجليزية)